# Comuna de Tuchomie
Tuchomie (polaco: Gmina Tuchomie) é uma gminy (comuna) na Polónia, na voivodia de Pomerânia e no condado de Bytowski. A sede do condado é a cidade de Tuchomie.
De acordo com os censos de 2004, a comuna tem 3896 habitantes, com uma densidade 36,6 hab/km².

## Área
Estende-se por uma área de 106,47 km², incluindo:
- área agrícola: 64%
- área florestal: 24%

## Demografia
Dados de 30 de Junho 2004:
|                      | Total   | Total | Mulheres | Mulheres | Homens  | Homens |
| -------------------- | ------- | ----- | -------- | -------- | ------- | ------ |
|                      | pessoas | %     | pessoas  | %        | pessoas | %      |
| População            | 3896    | 100   | 1895     | 48,6     | 2001    | 51,4   |
| Densidade (pop./km²) | 36,6    | 100   | 17,8     | 17,8     | 18,8    | 18,8   |

De acordo com dados de 2002, o rendimento médio per capita ascendia a 1529,94 zł.

## Comunas vizinhas
- Borzytuchom, Bytów, Kołczygłowy, Lipnica, Miastko